# سسنا ۴۲۱
سسنا ۴۲۱ (به انگلیسی: Cessna 421) یک هواگرد ساختِ کارخانهٔ سسنا در کشور ایالات متحده آمریکا است که در سال ۱۹۶۷–۱۹۸۵ ساخته شد. این هواگرد برای نخستین بار در ۱۴ اکتبر ۱۹۶۵ میلادی مورد استفاده قرار گرفت.